# Z(4430)
Z(4430) – cząstka subatomowa, odkryty w eksperymencie Belle hadron egzotyczny zbudowany z czterech kwarków (tetrakwark). Masa cząstki wynosi 4430 MeV/c². Cząstka Z(4430) posiada ujemny ładunek elektryczny, jej postulowany skład kwarkowy to: {\displaystyle c{\overline {c}}d{\overline {u}}}. Z(4430) jest rezonansem.
Cząstka została odkryta w 2007 roku za pomocą detektora Belle, znajdującego się w japońskim Laboratorium Fizyki Wysokich Energii (KEK) niedaleko Tsukuby. Jej istnienie zostało potwierdzone w 2014 w eksperymencie LHCb, na poziomie istotności co najmniej 13,9 σ.